# Mário Costa Barberena
Mário Costa Barberena es un paleontólogo brasileño.

## Biografía
Se Licenciatura de Historia Natural de la Pontifícia Universidade Católica do Rio Grande do Sul en 1956 a 1959. Su doctorado en la Universidad de Harvard en Paleontología estratigráfica (1977-1978). Se convierte en un profesor de la Universidad Federal de Río Grande del Sur, en el año 1974.
El género Barberenachampsa, nombró en su honor. Dio un gran aporte al Geoparque Paleorrota.